# Пионерское движение

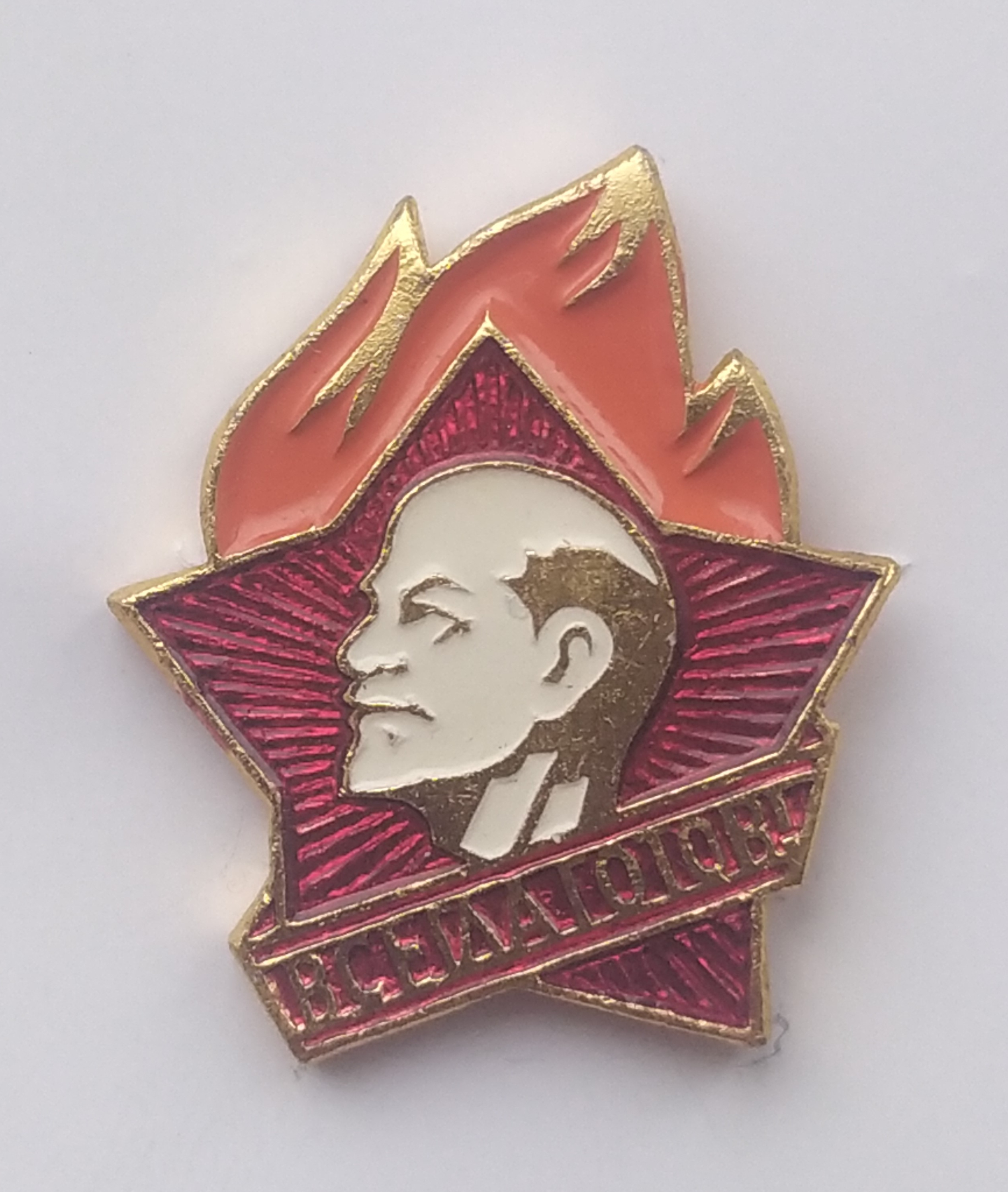
Пионерский значок

Пионе́рское движе́ние — собирательное название детских коммунистических организаций, существующих в разных странах. Первая пионерская организация была создана в СССР в 1922 году. За основу было взято российское скаутское движение.

## Страны, в которых существовали пионерские организации

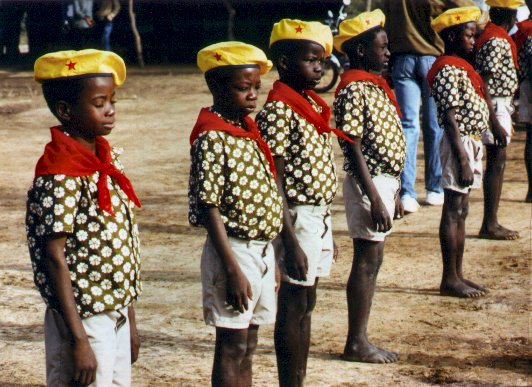
«Пионеры революции» в Буркина-Фасо

- СССР — Всесоюзная пионерская организация имени В. И. Ленина (1922—1991) — в составе комсомольской организации
- ГДР — Пионерская организация имени Эрнста Тельмана (1948)
- Болгария — Димитровская пионерская организация «Септемврийче» (1944)
- Венгрия — Союз венгерских пионеров (1946)
- Монголия — Пионерская организация имени Сухэ-Батора (1925)
- Куба — Союз пионеров повстанцев (Unión de Pioneros Rebeldes — UPR) (4 апреля 1961), с 1962 — Союз пионеров Кубы (Unión de Pioneros de Cuba — UPC)
- Польша — Союз польских харцеров в 1945—1989, в 1950—1956 в составе Союза польской молодёжи
- Румыния — Пионерская организация СРР (1944)
- Югославия — Союз пионеров Югославии (1942)
- Чехословакия — Пионерская организация Социалистического союза молодёжи ЧССР (1945)
- Австрия — «Молодая гвардия» (1946)
- Албания — Пионерская организация Албании
- Ангола — «Кудиангуела!», позднее — Организация пионеров Анголы (1963)
- Союз Бирма — Пионерская молодёжь в составе Программы молодёжь (1964)
- Афганистан — Пионерская организация Афганистана (1978)
- Буркина-Фасо — «Пионеры революции»
- Бельгия — Союз пионеров Бельгии (1945)
- Великобритания — Woodcraft Folk
- Вьетнам — «Пионерская организация имени Хо Ши Мина»
- Гвинея — Пионерская организация Гвинейской Республики
- Гвинея-Бисау — «Пионеры партии ПАИГК», позднее — «Пионерская организация Абель Джасси» (1966)
- Западный Берлин — Пионерская организация Союза свободной немецкой молодёжи Западного Берлина (1967)
- Кампучия — Пионерская организация Кампучии (1980)
- Киргизия — организация «Манас Жаштары» (в Ошской области) (с 1995 — наши дни)
- Колумбия — Пионерская организация имени Хосе Антонио Галана
- Лаос — «Пионеры 2 декабря»
- Мадагаскар — Tara-Bao-Maraina («Новая заря») имени Жана Ралаймунгу (1977)
- Намибия — «Пионерское движение СВАПО» (1980)
- Конго — «Пионеры Народной Республики Конго»
- Нидерланды — Uilenspiegelclub[нидерл.] (1953—1964)
- Никарагуа — «Ассоциация сандинистских детей» (1979)
- Норвегия — «Юные пионеры» (1952)
- Реюньон — Пионерская организация Реюньона (1973)
- Сейшелы — Пионерская организация Республики Сейшельские Острова (1979)
- Сенегал — «Пионеры Сенегала»
- Финляндия — Демократический союз пионеров Финляндии (1945) — входит в Демократический союз народа Финляндии
- Франция — «Пионеры Франции» (1945)
- Швейцария — «Бегущие вперёд» (1961)

## Страны, в которых существуют пионерские организации

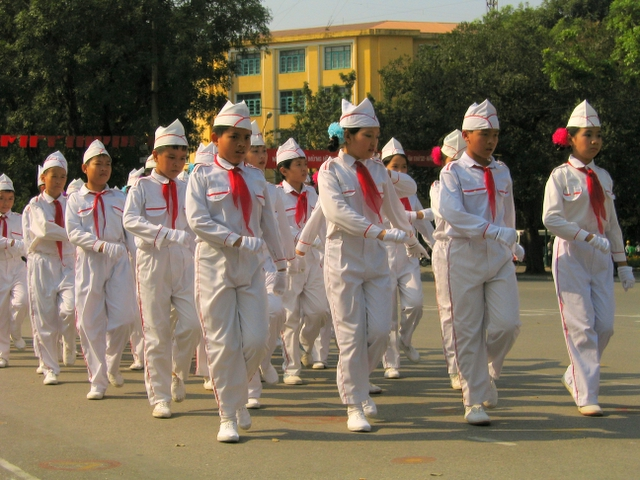
Пионеры Вьетнама, в пилотках, на 22-х спортивных Играх Юго-Восточной Азии (2003)

### На государственном уровне
- Белоруссия — «Белорусская республиканская пионерская организация» (БРПО) находится на государственном уровне в составе БРСМ → организация на 2007 год насчитывала 526 567 детей и подростков (из них 211 391 — октябрята), в стране — 3 478 пионерских дружин[2].
- Венесуэла — Коммунистическая молодёжь Венесуэлы
- Лаос — «Пионеры 2 Декабря» (1975)
- Вьетнам — Пионерская организация имени Хо Ши Мина (1941)
- КНДР — «Сонёндан» (1946)
- Китай — Организация юных пионеров Китая (13 октября 1949) — 130 миллионов пионеров
- Куба — Пионерская организация имени Хосе Марти (Organización de Pioneros «José Martí» — OPJM) (с 1977)

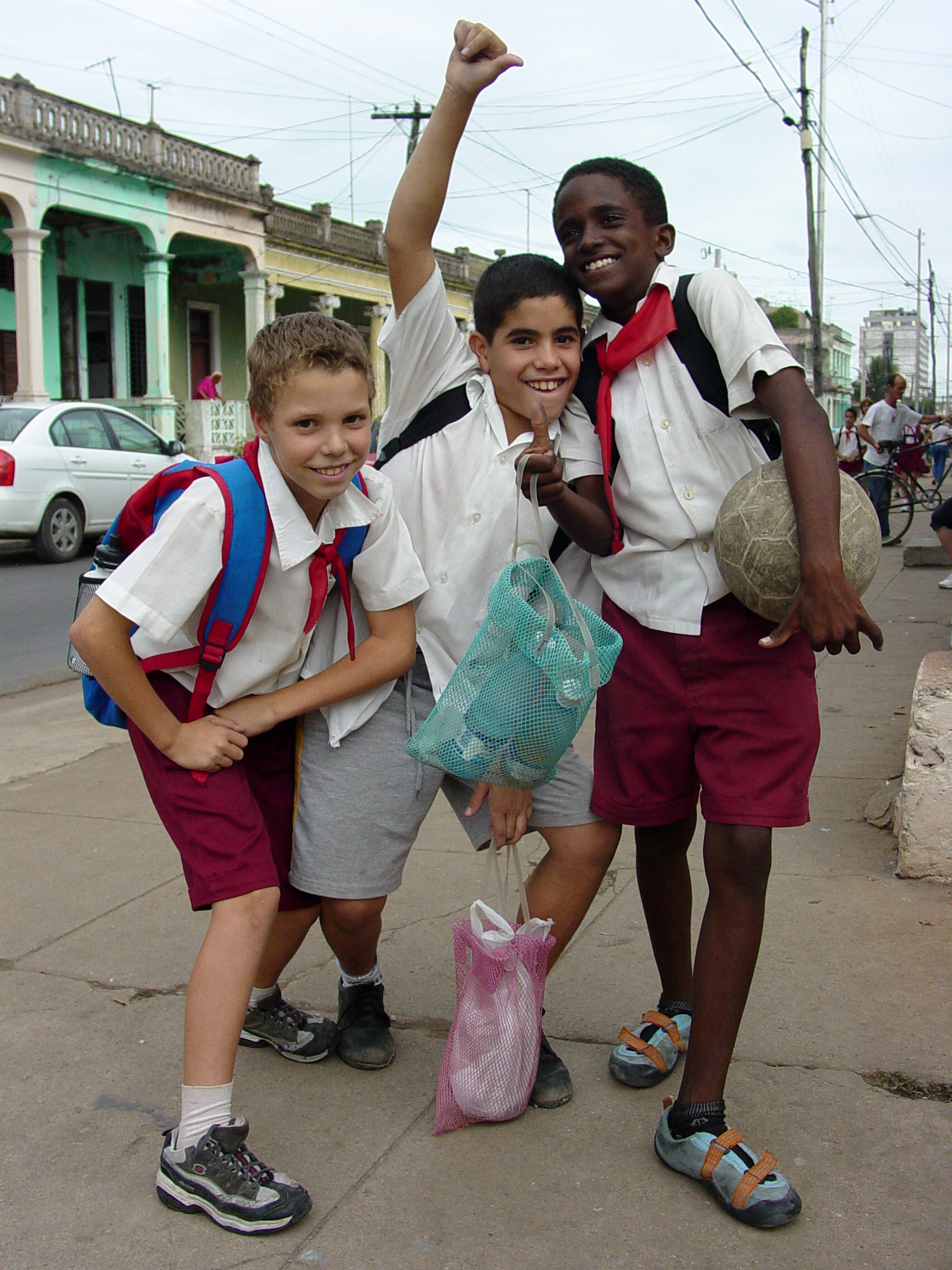
Кубинские пионеры в униформе

### Без участия государства
- РФ — поддержка на государственном уровне после распада СССР прекращена. Открытая деятельность и пропаганда политических и религиозных сообществ в светских учебных заведениях противоречит конституции РФ
  - Союз пионерских организаций — Федерация детских организаций (СПО-ФДО), создана в 1990 году (зарегистрирован Министерством юстиции РФ в 1992 году)
  - Российский союз молодёжи (РСМ) — с 1990 года
  - Пионерская организация в составе КПРФ
  - Московская городская пионерская организация — создана 16 марта 1992 года (регистрационное свидетельство после перерегистрации № 12434 от 2 сентября 1999 года)
- Украина — Пионерская организация в составе Коммунистической партии Украины (с 2015 запрещена)
- Молдавия — Пионерская организация в составе Партии коммунистов Республики Молдова → организация в период президентства лидера молдавских коммунистов В. Н. Воронина на 2005 год насчитывала 6000 детей. Самые крупные пионерские отряды действуют в городах Бельцы, Комрат, Кагул, Криуляны, Унгены, Единцы[3]
- Киргизия — Пионерская организация в составе Партии коммунистов Киргизии[4], создана в 2007 году учителем Федосеевой В. В.[5]

## Пионеры в филателии

Почтовые марки СССР
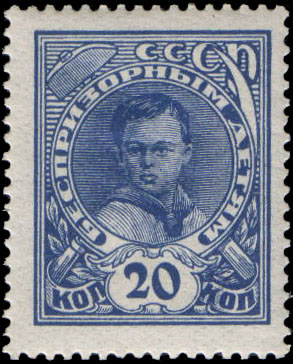
Почтовая марка СССР 1926 год. Благотворительный выпуск. Пионер
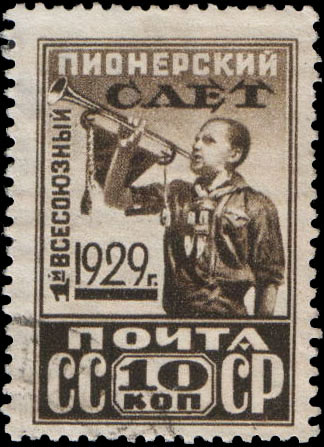
1929 год
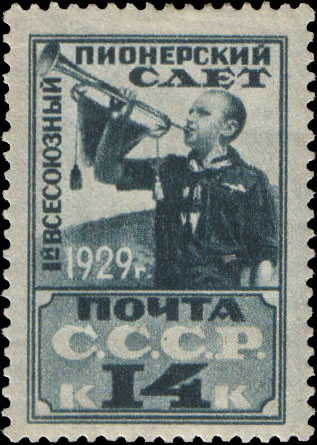
1929 год
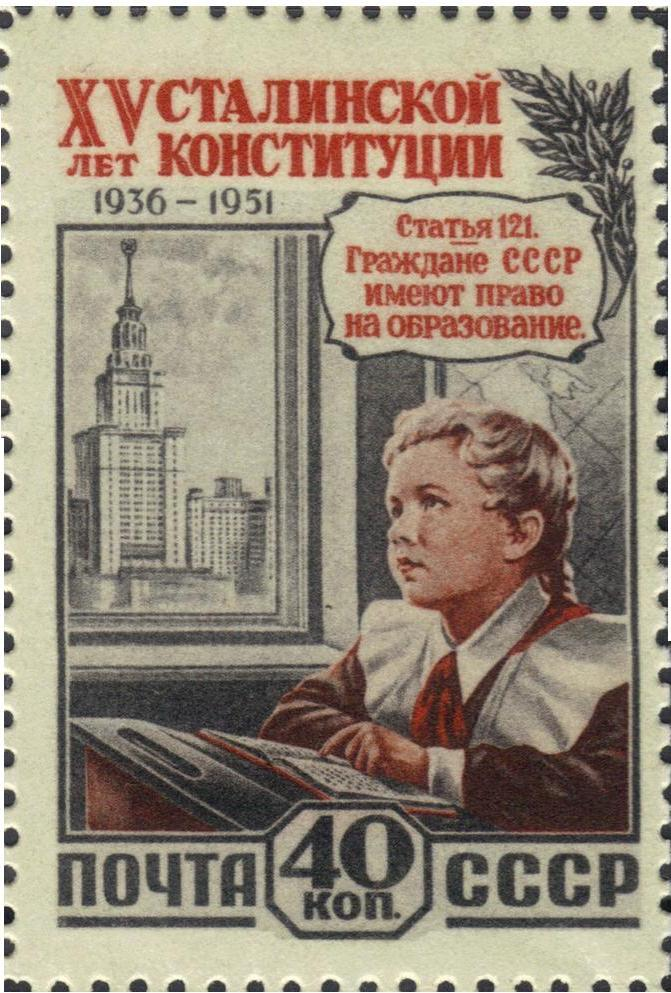
Пионерка, 1952 год.  (ЦФА [АО «Марка»] № 1681)
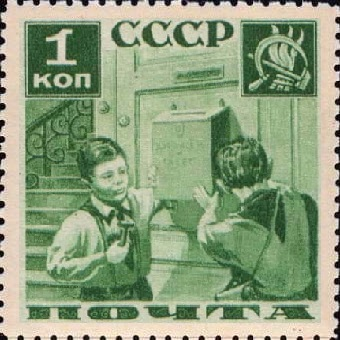
Почтовая марка СССР, 1936 год. Серия «Поможем почте!»: Пионеры укрепляют почтовый ящик
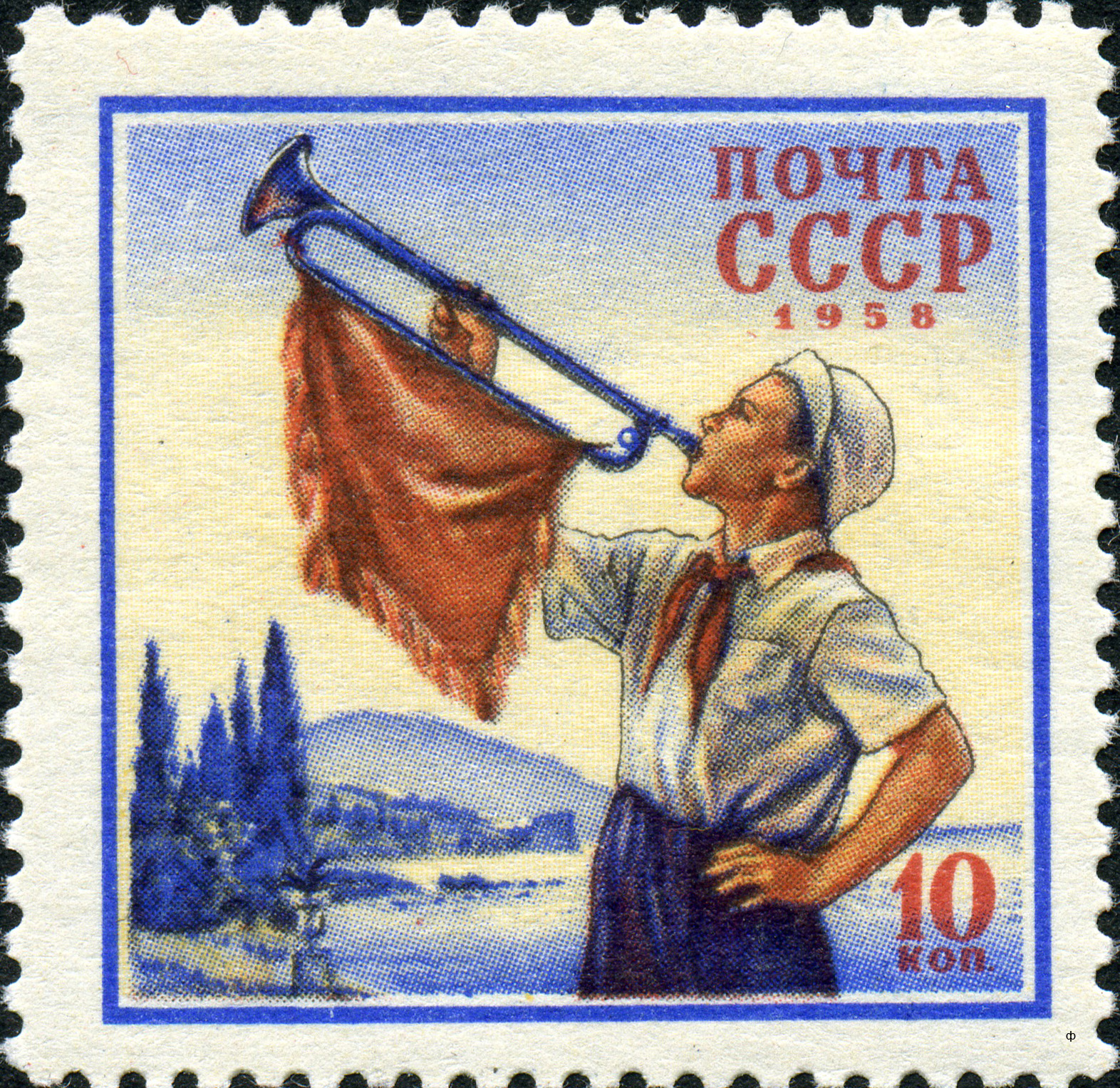
Почтовая марка СССР 1958 год. Горнист в пионерлагере «Артек»
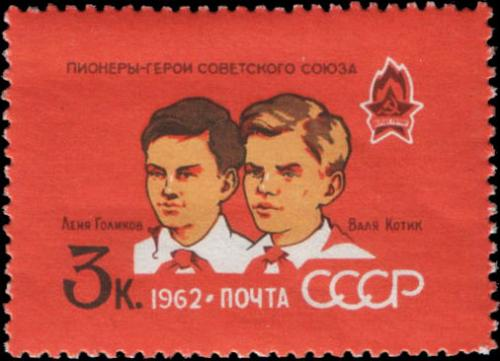
1962 год: Лёня Голиков и Валя Котик
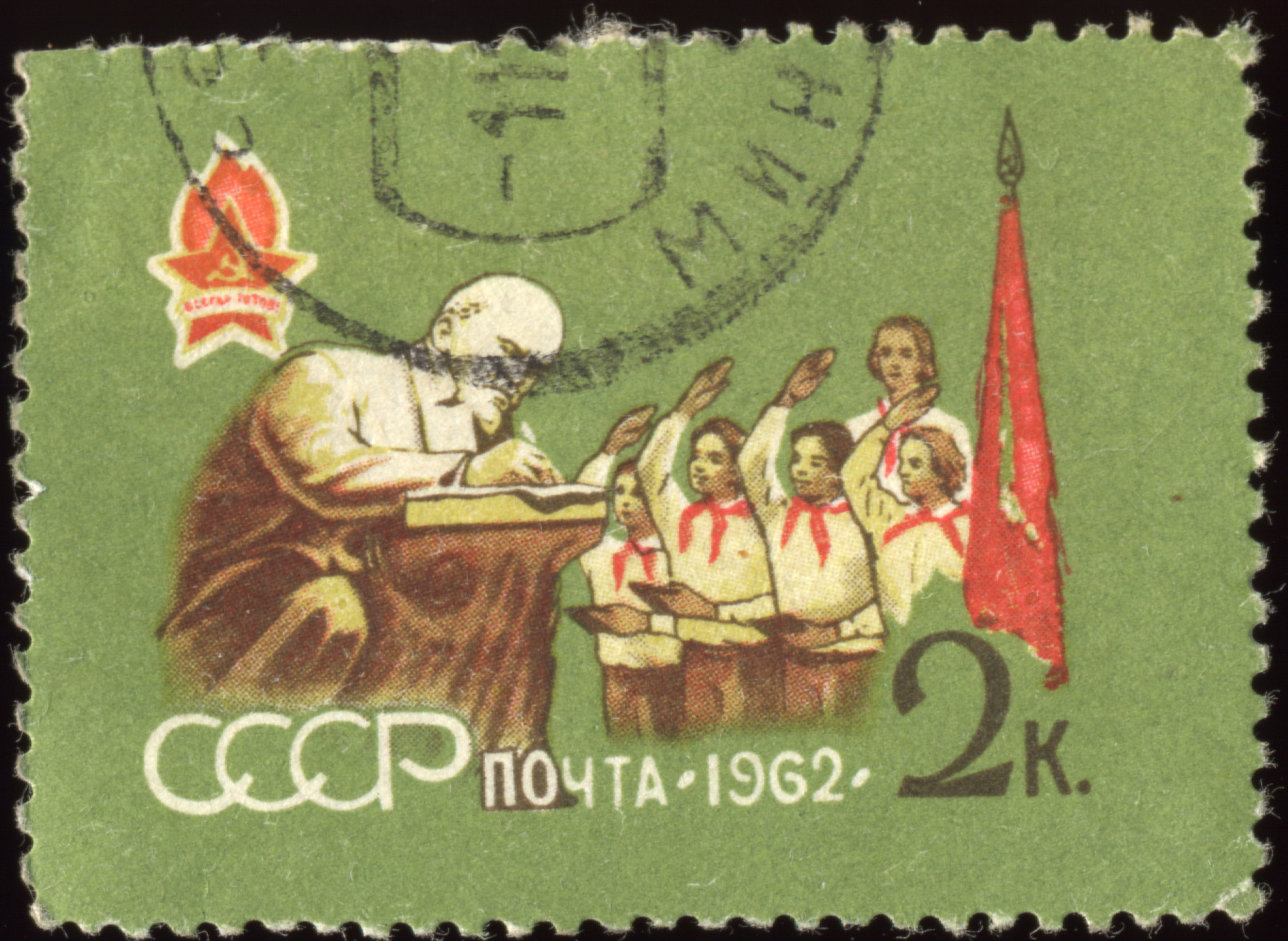
1962 год
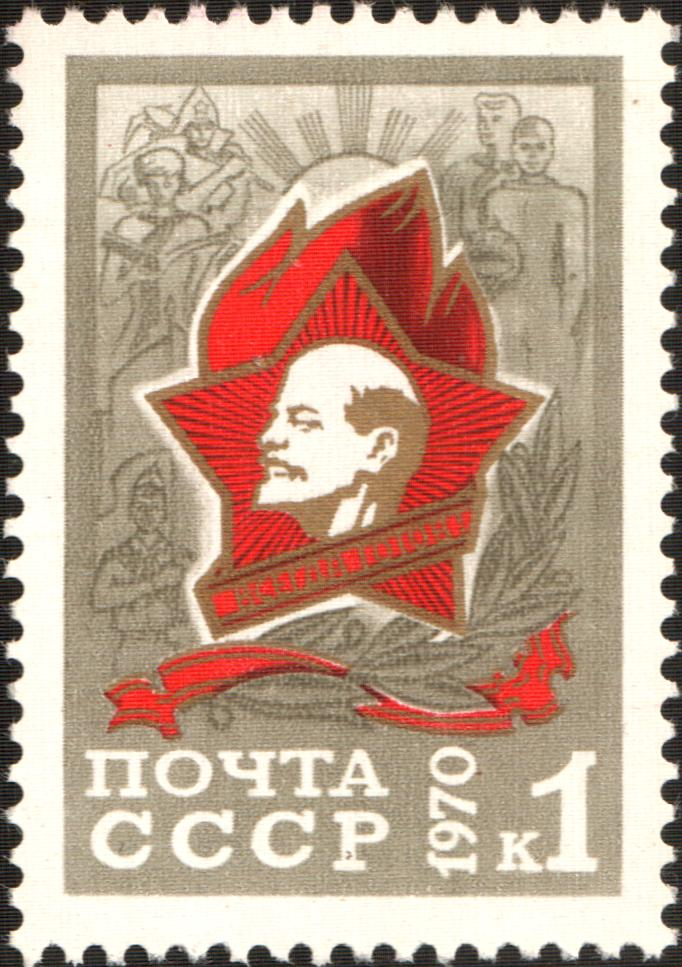
1970 год
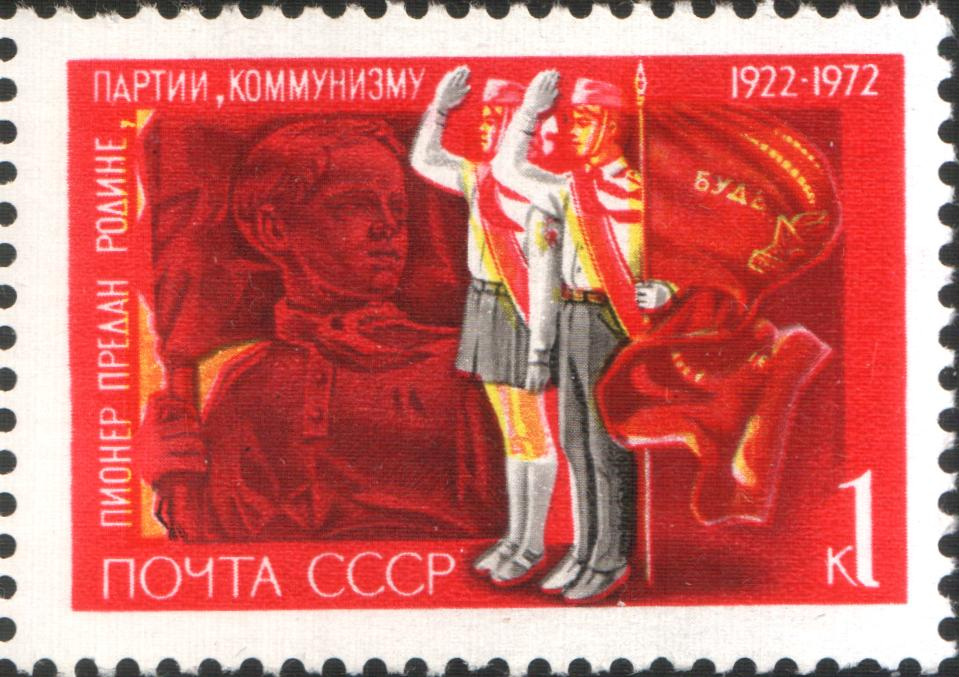
1972 год: 50 лет Всесоюзной пионерской организации
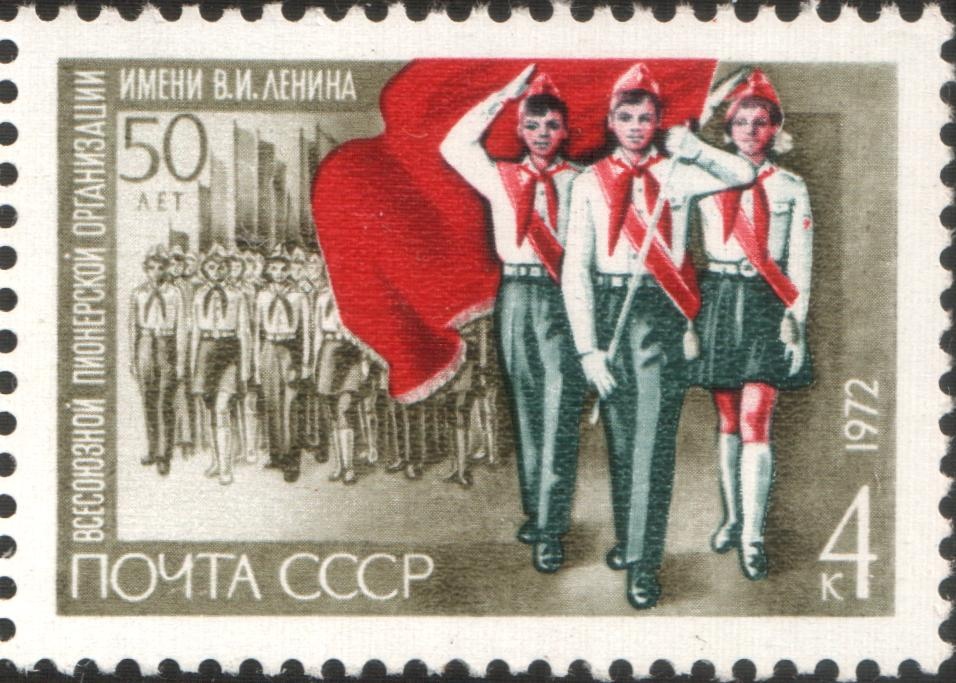
1972 год: 50 лет Всесоюзной пионерской организации
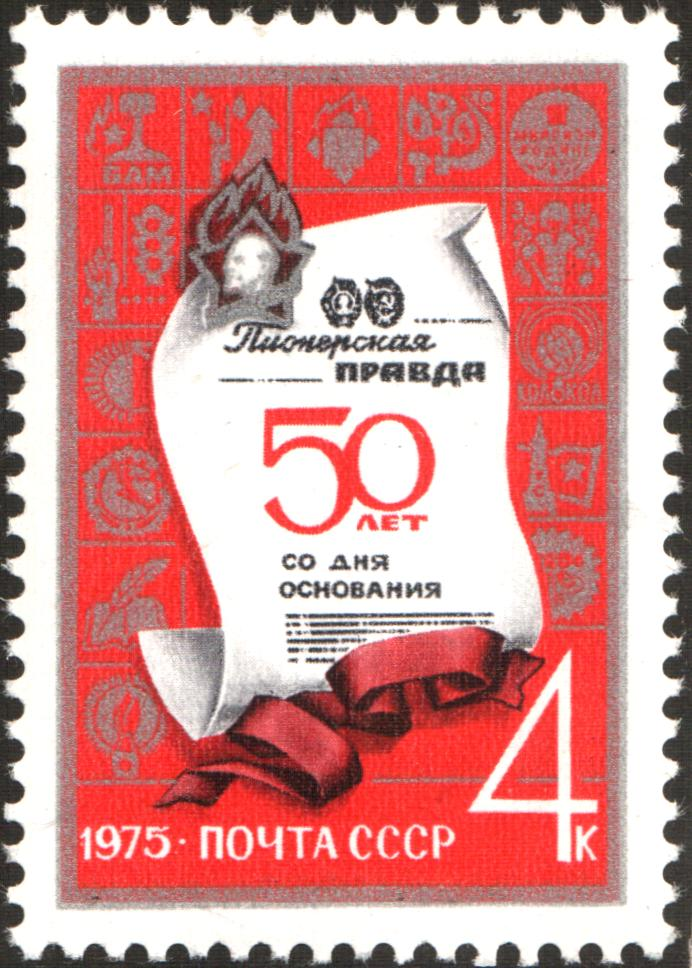
1975 год: 50 лет «Пионерской правды»
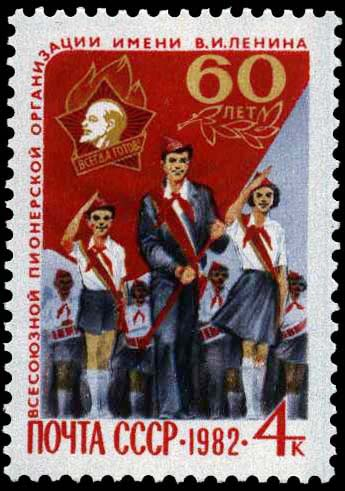
1982 год: 60 лет Всесоюзной пионерской организации
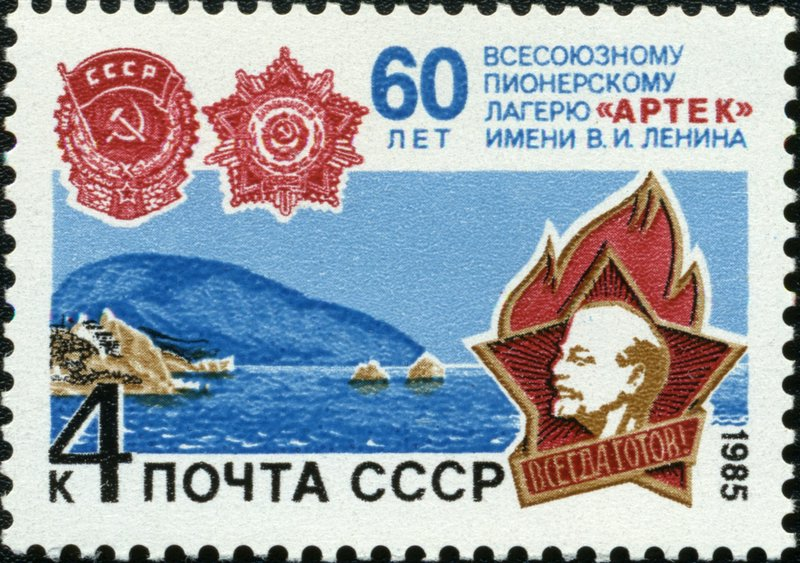
1985 год: 60 лет Всесоюзному пионерскому лагерю «Артек»
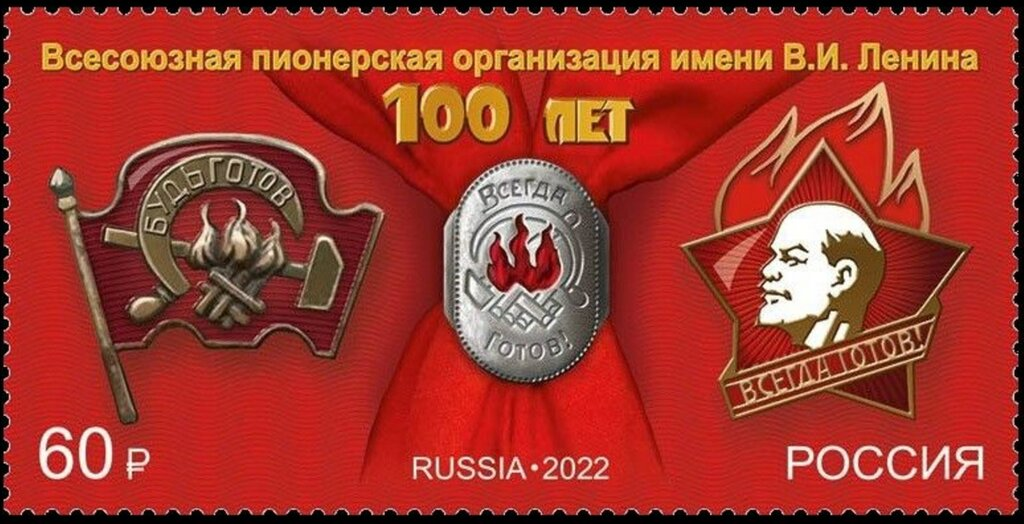
Почтовая марка 2022 год. 100 лет Всесоюзной организации имени В. И. Ленина
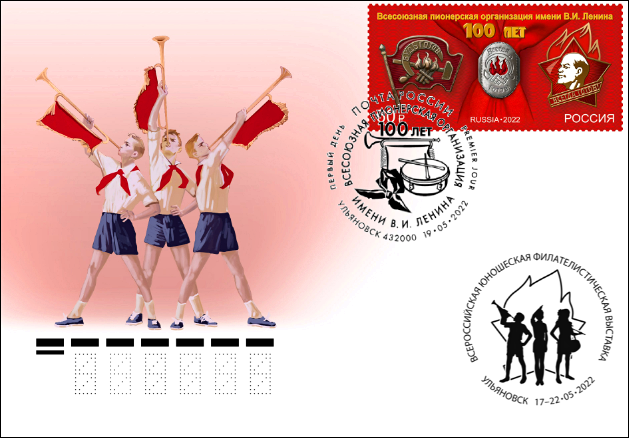
ПК РФ, 2022. Всероссийская юношеская филвыставка, 100 лет пионерии, со СГ. Ульяновск.